# Wereldkampioenschap superbike van Jerez 2016
Het wereldkampioenschap superbike van Jerez 2016 was de twaalfde ronde van het wereldkampioenschap superbike en de elfde ronde van het wereldkampioenschap Supersport 2016. De races werden verreden op 15 en 16 oktober 2016 op het Circuito Permanente de Jerez nabij Jerez de la Frontera, Spanje.
Kenan Sofuoğlu werd gekroond tot kampioen in de Supersport-klasse met een overwinning in de race, wat genoeg was om zijn laatste concurrent Randy Krummenacher voor te kunnen blijven.

## Superbike

### Race 1
| Pos | Nr | Rijder               | Constructeur | Rondes | Tijd      | Grid | Punten |
| --- | -- | -------------------- | ------------ | ------ | --------- | ---- | ------ |
| 1   | 7  | Chaz Davies          | Ducati       | 20     | 34:08.161 | 6    | 25     |
| 2   | 66 | Tom Sykes            | Kawasaki     | 20     | +3.290    | 1    | 20     |
| 3   | 1  | Jonathan Rea         | Kawasaki     | 20     | +7.151    | 2    | 16     |
| 4   | 69 | Nicky Hayden         | Honda        | 20     | +13.212   | 5    | 13     |
| 5   | 60 | Michael van der Mark | Honda        | 20     | +13.251   | 11   | 11     |
| 6   | 50 | Sylvain Guintoli     | Yamaha       | 20     | +17.834   | 9    | 10     |
| 7   | 2  | Leon Camier          | MV Agusta    | 20     | +20.911   | 10   | 9      |
| 8   | 81 | Jordi Torres         | BMW          | 20     | +26.182   | 7    | 8      |
| 9   | 21 | Markus Reiterberger  | BMW          | 20     | +29.837   | 13   | 7      |
| 10  | 25 | Josh Brookes         | BMW          | 20     | +31.246   | 17   | 6      |
| 11  | 15 | Alex de Angelis      | Aprilia      | 20     | +32.399   | 16   | 5      |
| 12  | 40 | Román Ramos          | Kawasaki     | 20     | +33.007   | 15   | 4      |
| 13  | 32 | Lorenzo Savadori     | Aprilia      | 20     | +36.266   | 14   | 3      |
| 14  | 13 | Anthony West         | Kawasaki     | 20     | +36.266   | 12   | 2      |
| 15  | 56 | Péter Sebestyén      | Yamaha       | 20     | +1:07.941 | 19   | 1      |
| 16  | 4  | Gianluca Vizziello   | Kawasaki     | 20     | +1:08.160 | 20   |        |
| 17  | 9  | Dominic Schmitter    | Kawasaki     | 20     | +1:08.260 | 21   |        |
| 18  | 82 | Karel Pešek          | Yamaha       | 20     | +1:38.143 | 23   |        |
| DNF | 94 | Matthieu Lussiana    | BMW          | 6      | Ongeluk   | 24   |        |
| DNF | 22 | Alex Lowes           | Yamaha       | 2      | Ongeluk   | 4    |        |
| DNF | 12 | Javier Forés         | Ducati       | 1      | Ongeluk   | 8    |        |
| DNF | 34 | Davide Giugliano     | Ducati       | 1      | Ongeluk   | 3    |        |
| DNF | 99 | Luca Scassa          | Ducati       | 0      | Ongeluk   | 18   |        |
| DNF | 11 | Saeed Al Sulaiti     | Kawasaki     | 0      | Ongeluk   | 22   |        |

### Race 2
| Pos | Nr | Rijder               | Constructeur | Rondes | Tijd           | Grid | Punten |
| --- | -- | -------------------- | ------------ | ------ | -------------- | ---- | ------ |
| 1   | 7  | Chaz Davies          | Ducati       | 20     | 34:20.026      | 6    | 25     |
| 2   | 1  | Jonathan Rea         | Kawasaki     | 20     | +5.893         | 2    | 20     |
| 3   | 66 | Tom Sykes            | Kawasaki     | 20     | +6.030         | 1    | 16     |
| 4   | 69 | Nicky Hayden         | Honda        | 20     | +6.750         | 5    | 13     |
| 5   | 50 | Sylvain Guintoli     | Yamaha       | 20     | +10.762        | 9    | 11     |
| 6   | 60 | Michael van der Mark | Honda        | 20     | +11.310        | 11   | 10     |
| 7   | 22 | Alex Lowes           | Yamaha       | 20     | +16.413        | 4    | 9      |
| 8   | 81 | Jordi Torres         | BMW          | 20     | +19.232        | 7    | 8      |
| 9   | 13 | Anthony West         | Kawasaki     | 20     | +24.095        | 12   | 7      |
| 10  | 32 | Lorenzo Savadori     | Aprilia      | 20     | +25.379        | 14   | 6      |
| 11  | 40 | Román Ramos          | Kawasaki     | 20     | +26.036        | 15   | 5      |
| 12  | 25 | Josh Brookes         | BMW          | 20     | +29.230        | 17   | 4      |
| 13  | 34 | Davide Giugliano     | Ducati       | 20     | +34.879        | 3    | 3      |
| 14  | 21 | Markus Reiterberger  | BMW          | 20     | +49.708        | 13   | 2      |
| 15  | 4  | Gianluca Vizziello   | Kawasaki     | 20     | +1:02.245      | 20   | 1      |
| 16  | 99 | Luca Scassa          | Ducati       | 20     | +1:08.295      | 18   |        |
| 17  | 94 | Matthieu Lussiana    | BMW          | 20     | +1:20.252      | 24   |        |
| 18  | 9  | Dominic Schmitter    | Kawasaki     | 20     | +1:33.859      | 21   |        |
| 19  | 82 | Karel Pešek          | Yamaha       | 20     | +1:33.965      | 23   |        |
| DNF | 12 | Javier Forés         | Ducati       | 8      | Uitgevallen    | 8    |        |
| DNF | 11 | Saeed Al Sulaiti     | Kawasaki     | 8      | Schade ongeluk | 22   |        |
| DNF | 15 | Alex de Angelis      | Aprilia      | 3      | Schade ongeluk | 16   |        |
| DNF | 2  | Leon Camier          | MV Agusta    | 2      | Ongeluk        | 10   |        |
| DNF | 56 | Péter Sebestyén      | Yamaha       | 0      | Ongeluk        | 19   |        |

## Supersport
| Pos | Nr  | Rijder              | Constructeur | Rondes | Tijd           | Grid | Punten |
| --- | --- | ------------------- | ------------ | ------ | -------------- | ---- | ------ |
| 1   | 1   | Kenan Sofuoğlu      | Kawasaki     | 19     | 33:22.362      | 1    | 25     |
| 2   | 66  | Niki Tuuli          | Yamaha       | 19     | +2.728         | 4    | 20     |
| 3   | 111 | Kyle Smith          | Honda        | 19     | +3.398         | 5    | 16     |
| 4   | 2   | P.J. Jacobsen       | Honda        | 19     | +3.505         | 7    | 13     |
| 5   | 47  | Axel Bassani        | Kawasaki     | 19     | +11.954        | 10   | 11     |
| 6   | 16  | Jules Cluzel        | MV Agusta    | 19     | +12.058        | 3    | 10     |
| 7   | 55  | Illia Mykhalchyk    | Kawasaki     | 19     | +13.510        | 9    | 9      |
| 8   | 86  | Ayrton Badovini     | Honda        | 19     | +13.628        | 12   | 8      |
| 9   | 71  | Christoffer Bergman | Honda        | 19     | +19.854        | 20   | 7      |
| 10  | 87  | Lorenzo Zanetti     | MV Agusta    | 19     | +20.210        | 19   | 6      |
| 11  | 61  | Alessandro Zaccone  | Kawasaki     | 19     | +20.333        | 6    | 5      |
| 12  | 80  | Xavier Pinsach      | Honda        | 19     | +22.299        | 16   | 4      |
| 13  | 78  | Hikari Okubo        | Honda        | 19     | +26.762        | 27   | 3      |
| 14  | 81  | Luke Stapleford     | Triumph      | 19     | +26.940        | 15   | 2      |
| 15  | 63  | Zulfahmi Khairuddin | Kawasaki     | 19     | +28.249        | 11   | 1      |
| 16  | 11  | Christian Gamarino  | Kawasaki     | 19     | +32.194        | 18   |        |
| 17  | 65  | Michael Canducci    | MV Agusta    | 19     | +33.920        | 24   |        |
| 18  | 69  | Ondřej Ježek        | Kawasaki     | 19     | +36.093        | 25   |        |
| 19  | 38  | Hannes Soomer       | Yamaha       | 19     | +36.400        | 17   |        |
| 20  | 6   | Davide Stirpe       | Kawasaki     | 19     | +46.013        | 21   |        |
| 21  | 12  | Christopher Gobbi   | Yamaha       | 19     | +46.033        | 22   |        |
| 22  | 23  | Cédric Tangre       | Suzuki       | 19     | +53.813        | 28   |        |
| 23  | 83  | Lachlan Epis        | Kawasaki     | 19     | +53.848        | 26   |        |
| 24  | 50  | Braeden Ortt        | Honda        | 19     | +1:08.583      | 30   |        |
| 25  | 20  | Dorren Loureiro     | Honda        | 19     | +1:08.661      | 31   |        |
| DNF | 44  | Roberto Rolfo       | MV Agusta    | 18     | Uitgevallen    | 23   |        |
| DNF | 64  | Federico Caricasulo | Honda        | 16     | +1:20.906      | 8    |        |
| DNF | 10  | Nacho Calero        | Kawasaki     | 15     | Ongeluk        | 14   |        |
| DNF | 21  | Randy Krummenacher  | Kawasaki     | 6      | Schade ongeluk | 2    |        |
| DNF | 35  | Stefan Hill         | Honda        | 4      | +1:29.867      | 29   |        |
| DNS | 77  | Kyle Ryde           | Kawasaki     | 0      | Niet gestart   |      |        |

## Tussenstanden na wedstrijd

### Superbike
| Pos | Nr | Rijder               | Team     | Punten |
| --- | -- | -------------------- | -------- | ------ |
| 1   | 1  | Jonathan Rea         | Kawasaki | 462    |
| 2   | 66 | Tom Sykes            | Kawasaki | 414    |
| 3   | 7  | Chaz Davies          | Ducati   | 395    |
| 4   | 60 | Michael van der Mark | Honda    | 255    |
| 5   | 69 | Nicky Hayden         | Honda    | 228    |

### Supersport
| Pos | Nr  | Rijder             | Team      | Punten |
| --- | --- | ------------------ | --------- | ------ |
| 1   | 1   | Kenan Sofuoğlu     | Kawasaki  | 196    |
| 2   | 21  | Randy Krummenacher | Kawasaki  | 129    |
| 3   | 16  | Jules Cluzel       | MV Agusta | 126    |
| 4   | 2   | P.J. Jacobsen      | Honda     | 122    |
| 5   | 111 | Kyle Smith         | Honda     | 100    |

1990 · 2013 · 2014 · 2015 · 2016 · 2017 · 2019 · 2020 · 2021 · 2023 · 2024 · 2025